# Белведере (Напуљ)
Белведере је насеље у Италији у округу Напуљ, региону Кампанија.
Према процени из 2011. у насељу је живело 396 становника. Насеље се налази на надморској висини од 531 м.